# Richard Schmiechen
Richard Kurt Schmiechen (* 10. Juli 1947 in St. Louis, Missouri; † 7. April 1993 in Los Angeles, Kalifornien) war ein US-amerikanischer Regisseur und Filmproduzent.

## Leben
Schmiechen wuchs in Pekin, Illinois auf und besuchte nach seinem Abschluss am Grinnell College in Iowa die Filmschule des Columbia College in Chicago. Bereits 1974 entstand sein erster Dokumentar-Kurzfilm, Now We Live on Clifton, über die Gentrifizierung von West Lincoln Park. Er arbeitete 1977 als Editor für James Ivorys Filmdrama Der Tanzpalast. 1984 entstand die Dokumentation The Times of Harvey Milk über das Leben und die Ermordung des homosexuellen Bezirksbürgermeisters Harvey Milk. Schmiechen erhielt den Oscar in der Kategorie Bester Dokumentarfilm, der Film wurde zudem mit zwei Emmys, dem Peabody Award und dem New York Film Critics Circle Award ausgezeichnet.
Schmiechens letzte Regiearbeit, Changing Our Minds: The Story of Dr. Evelyn Hooker war 1993 als Bester Dokumentarfilm für den Oscar nominiert. Er verstarb an Komplikationen seiner AIDS-Erkrankung im Alter von 45 Jahren.

## Filmografie (Auswahl)
- 1974: Now We Live on Clifton (Regie, Kamera)
- 1977: Der Tanzpalast (Roseland) (Schnitt)
- 1980: Taylor Chain (Produktion)
- 1984: The Times of Harvey Milk (Produktion)
- 1992: Changing Our Minds: The Story of Dr. Evelyn Hooker (Regie)
- 1993: The Portrait (Produktion)

## Auszeichnungen
- 1985: Oscar in der Kategorie Bester Dokumentarfilm für The Times of Harvey Milk